# Markéta ze Šternberka († 1365)
Markéta ze Šternberka († 1365) (datum narození není známo, zemřela po 5. červnu 1365) byla moravskou šlechtičnou z dynastie Šternberků a kněžnou bytomskou.

## Život
Markéta byla dcerou Jaroslav ze Šternberka a Hoštejna a Markéty z Bíliny (Machna z Bíliny). O jejím životě před manželstvím s Boleslavem Kozelsko-Bytomským se ví málo. Lze uvést, že měla čtyři bratry: Zdeňka († 1408) a Smila (†1398) z prvního manželství Jaroslava s Eliškou, dále pak Aleše a Jana.
Dne 14. února 1347 se provdala za Boleslava Kozelsko-Bytomského. Manželství trvalo osm let, kdy její manžel za nevyjasněných okolností zemřel v Itálii, kde byl na výpravě s Karlem IV. Po dobu nepřítomnosti svého manžela vládla samostatně, a to na základě úmluvy mezi jejím tchánem Vladislavem Kozelským a králem Karlem IV. V dohodě bylo, že dědičný nárok na knížectví mohly mít i dcery, pokud by kníže neměl syna.
Po smrti manžela v roce 1355 měla pak vdovská práva v knížectví. V roce 1357, 8. ledna, bylo knížectví rozděleno mezi těšínského knížete Kazimíra I. Těšínského (poručník dcer po Boleslavovi Kozelsko-Bytomském) a olešnického knížete Konráda I. Olešnického (manželka Eufemie Kozelská byla sestrou Boleslava Kozelsko-Bytomského). Markéta si vdovská práva udržela až do roku 1369.

## Manželství
Boleslav byl ženatý s bohatou nevěstou, Markétou ze Šternberka († 1365), dcerou Jaroslav ze Šternberka a Hoštejna a Markéty z Bíliny. Věnem získal 60 kop pražských grošů. V manželství se narodily tři dcery:
- Alžběta Bytomská (1347/1350–1374), od roku 1360 manželka těšínského knížete Přemysla I. Nošáka
- Eufemie Bytomská (1350/1352 – 26. srpna 1411), od roku 1364 manželka niemodlinského knížete Václava Falkenberského († 1369), od roku 1369 manželka Boleslava III. Minsterberského († 1410)
- Boleslava Bytomská (1351/1355–1427/1429), od roku 1360 (de facto 1363/1367) manželka Čenka z Vartemberka, od 1369/1405 řádová sestra cisterciánka v Trzebnici (abatyše 1405–1427)

## Smrt
Markéta zemřela po 5. červnu 1365. Místo jejího pochování není známo.